# Johann Conrad Melchior Pichler
Johann Conrad Melchior Pichler (auch Piechler, Pichl, Pickler, Püchler, Pückler, Bichler, Buchler, Büchler; getauft am 19. Februar 1695 in Wien; † 1780?) war ein österreichischer Komponist, Geiger, Sänger und Lautenist.

## Leben
Sein Vater Joannes Pichler war ein Gastwirt aus der Nähe von Rossau, hatte seine Mutter Maria Catharina 1680 geheiratet und beide verzogen 1683 in die Innenstadt von Wien, wo ihr Sohn Johann Conrad Melchior im Jahre 1695 geboren und im Stephansdom getauft wurde.
Nach seiner Ausbildung bei den Jesuiten trat Pichler 1710 erstmals als Sänger der Wiener Chori Musici im Oratorium Sacer Hymenaeus de profano amore victor von Ferdinand Tobias Richter auf. Die Aufführung fand im Jesuitenkolleg am Festtag des Heiligen Ignatius (31. Juli) in Anwesenheit der Widmungsträger, Kaiser Joseph I. und Wilhelmine Amalia, sowie ihrer beiden Töchter, der Erzherzoginnen Maria Josepha und Maria Amalia, statt.
Ab 1722 wirkte er als einer der bestbezahlten Angestellten (500, später 600 Florins) als Komponist am Lichtensteiner Hof unter Joseph Johann Adam. Zu dieser Summe kamen eine volle Offizierspension und eine Unterkunft in Wien im liechtensteinischen Palais in der Herrengasse, wo er lebte, während er seinem Fürsten diente. Dort schrieb er Instrumentalmusik für Flöte und Laute sowie Kirchenmusik. Nach dem Tod Joseph Johann Adam im Jahre 1733 verließ er den Hof. In den Jahren 1727 und 1728 erwarb der spätere Herzog Anton Ulrich von Sachsen-Meiningen bei seinen Aufenthalten in Wien Kopien von mindestens 7 Werken Pichlers für seine Musikaliensammlung.
Ab dem Jahr 1736 war Pichler als Kapellmeister für den Woiwoden Theodor Lubomirski in Krakau und ab 1749 bis 1772 am Hof in Białystok beim Großhetman Jan Klemens Branicki tätig. Im Jahr 1749 war Pichler für Branicki auch in der damals polnischen Stadt Lemberg tätig.
Danach scheint er nach Wien zurückgekehrt zu sein. Ab Mitte 1776 erschienen in der Wiener Zeitung mehrfach Annoncen, in denen ein Herr Pichler in seiner Privatwohnung in der Naglergasse Musikinstrumente und Musikalien zum Verkauf anbot. Im August 1780 wurde unter derselben Adresse ohne Nennung eines Namens letztmals eine Auktion von Musikalien und diversem Hausrat annonciert. Die naheliegende Vermutung, dass diese Auktion eine Wohnungsauflösung nach Pichlers Tod dargestellt habe, konnte bislang nicht durch einen Eintrag in einem der Sterberegister erhärtet werden. Es ist daher auch denkbar, dass Pichler weiterhin in Białystok lebte oder dorthin zurückkehrte, wo seine Tochter Maria Magdalena mindestens bis 1796 lebte.
Zeitgenössische Kopien seiner Werke finden sich u. a. in der Musikbibliothek des Stifts Göttweig (darunter eine Parthie für 4 Chalumeaux aus 1716) und in der Schranck No: II-Sammlung in der Sächsischen Landesbibliothek in Dresden. Die Zuschreibung der oft nur unter dem Familiennamen „Pichler“ überlieferten Werke ist in manchen Fällen nicht ganz klar. Ein Teil seiner Kompositionen wurden früher fälschlich auch Placidus Maria Pichler zugeschrieben.

## Werk
- Parthie für 4 Chalumeaux (1716)
- Trio A-Dur
- 3 Triosonaten für Violine, Flöte und b.c.
- Triosonate für Violine, Oboe und b.c.
- Concertino G-Dur
- 3 Parthien a III. Violino, Flauto Traversiere e Basso.
- 2 Parthien a IV. Violino, Flauto Traversiere, Corno e Basso.
- Parthie a IV. Viola d’Amore, Flauto Traversiere, Corno e Basso.
- Sonata Leuto, Violino, Flauto Traversiere, Basso
- Sonata Liuto I., II. Violini I., II., Flauti I., II., e Basso.